# Єфремов Борис Олексійович
Єфремов Борис Олексійович (24 травня 1954, смт Товсте Заліщицького району Тернопільської області) — український артист розмовного жанру, діяч культури. Заслужений артист України (1989). Лауреат XII Всесвітнього фестивалю молоді та студентів у Москві (1985), всеукраїнських конкурсів і фестивалів.

## Життєпис
Закінчив Київський інститут культури (1979). Працював викладачем навчальних закладів, директором Будинку культури, від 1990 — артист, режисер, продюсер мистецьких колективів у країнах Східної Європи, від 1994 — заступник начальника Тернопільського обласного управління культури; 1998—2002 — завідувач відділу зв'язків та інформації Тернопільської міської ради. Нині — на творчій роботі.